# Carl Kundmann
Carl Kundmann (né le 15 juin 1838 à Vienne, mort le 7 juin 1919 à Vienne) est un sculpteur autrichien. Il a réalisé de nombreuses statues et un certain nombre de travaux de décoration pour les bâtiments du Ring à Vienne.

## Biographie

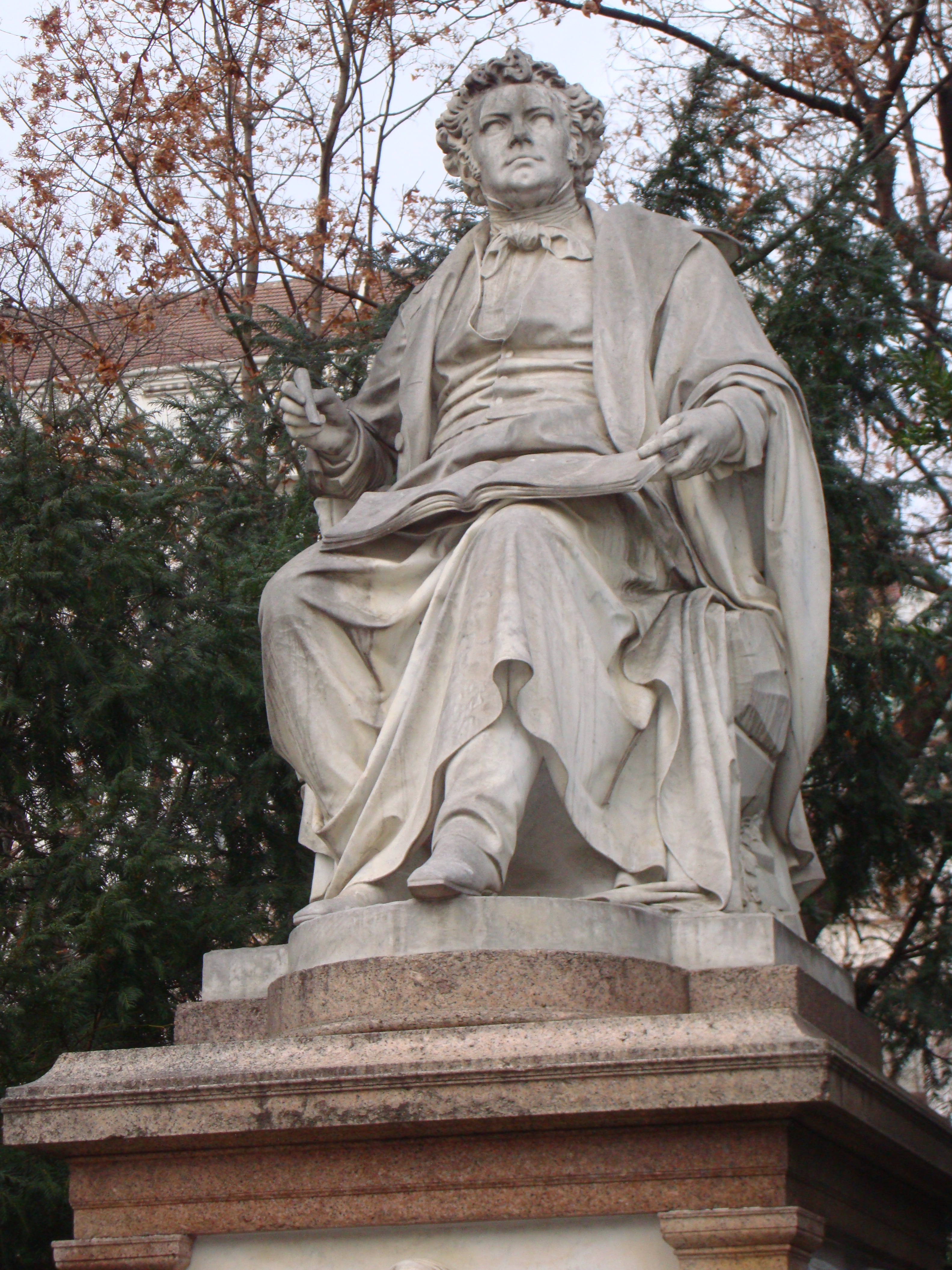
Monument de Franz Schubert au Stadtpark.

Kundmann étudie à l'académie des Beaux-Arts de Vienne où il est l'élève de Franz Bauer et dans l'atelier de Josef Cesar. Au bout de six ans il s'en va à Dresde auprès de Ernst Hähnel qui l'influence beaucoup. De 1865 à 1867, il fait un séjour à Rome, où il travaille sur la conception d'un monument pour Franz Schubert dans le Stadtpark. Le piédestal porte trois reliefs de Theophil Hansen, des allégories du chant, de la pratique d'un instrument et de l'imagination. L'inauguration de ce monument le 15 mai 1872 lui apporte un certain succès. Il devient professeur à l'académie de Vienne, où il enseigne jusqu'en 1909. Il aura comme élèves les sculpteurs Alfonso Canciani (de) et Franz Haag (de).
Parmi les premières œuvres, il y a de nombreuses statues portraits grandeur nature en marbre de Carrare : Léopold Ier de Babenberg, Rodolphe Ier du Saint-Empire, Charles-Bonaventure de Longueval, comte de Bucquoy, Eugène de Savoie-Carignan. L'archiduchesse Sophie de Bavière, la mère de François-Joseph Ier d'Autriche, lui passe une commande.
En 1872, il participe au concours d'une statue représentant Marie-Thérèse d'Autriche qui est remporté par Caspar von Zumbusch. Il reçoit des commandes de musées pour une série. Il crée également un monument pour Franz Grillparzer, des statues pour le Rathaus de Vienne, le Neue Burg, les arcades de l'université de Vienne et des monuments funéraires.

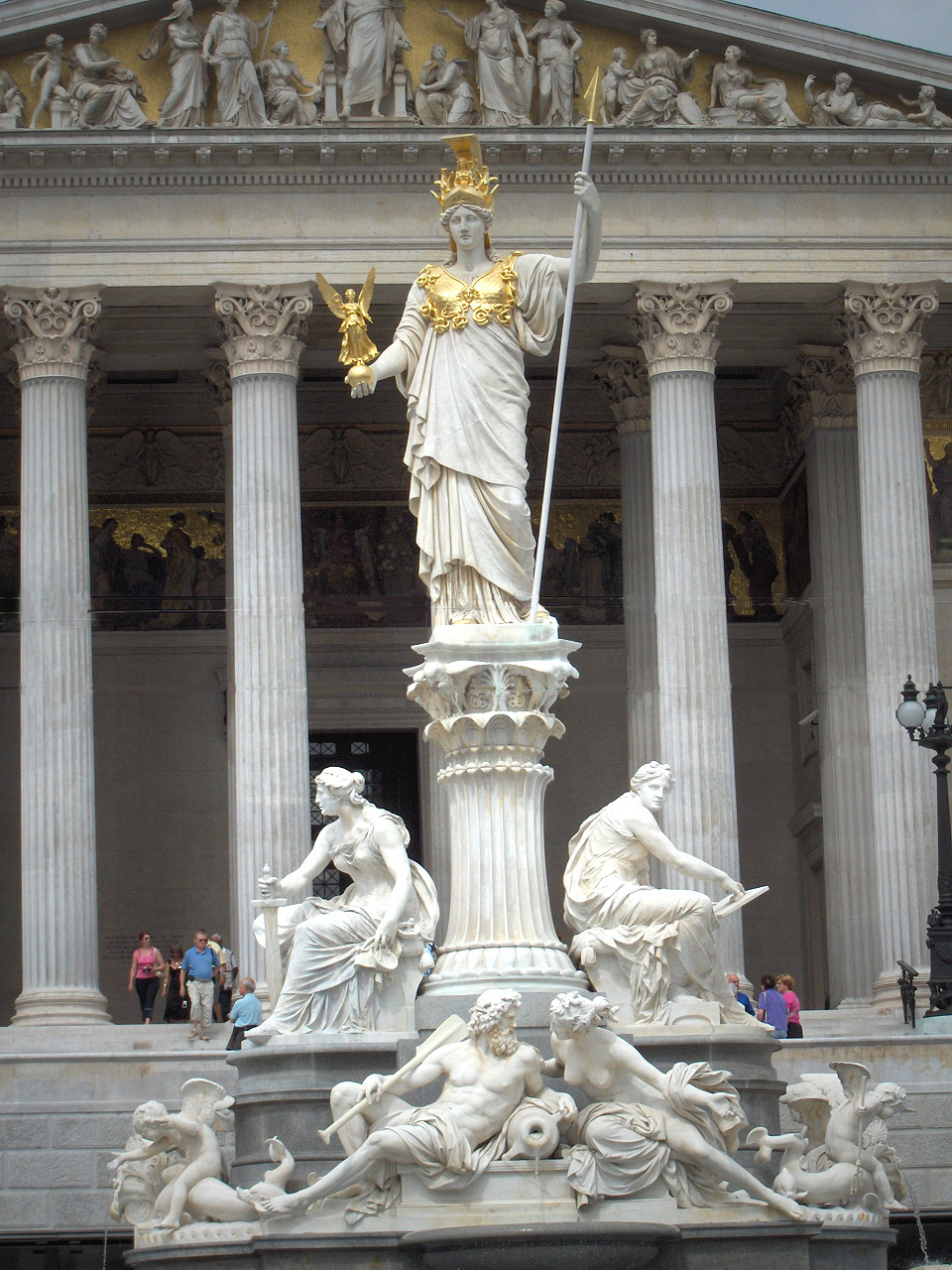
L'Athéna du Parlement d'Autriche

Les principaux travaux de Kundmann sont l'Athéna du Parlement et le monument pour l'amiral de la marine austro-hongroise Wilhelm von Tegetthoff sur la place Praterstern (de). Ce monument reprend fortement de ceux de la Place Vendôme à Paris et Trafalgar Square à Londres et s'inspire fortement de la colonne rostrale antique avec au sommet une Niké et à la base, deux plaques représentant la bataille de Heligoland et celle de Lissa.
La tombe de Carl Kundmann est au cimetière central de Vienne.

## Source, notes et références
- (de) Cet article est partiellement ou en totalité issu de l’article de Wikipédia en allemand intitulé « Carl Kundmann » (voir la liste des auteurs).